# Половицкая, Мария Ефимовна
Половицкая Мария Ефимовна (1920, Рогачёв, Гомельской губ. — 1990, Москва) — советский географ-американист, специалист по районированию США и географии науки.

## Биография
Родилась в 1920 году[когда?] в г. Рогачёв БССР в семье ремесленника-часовщика.
В 1941 году окончила Почвенно-географический факультет МГУ.
В 1943 год поступила в аспирантуру Института географии АН СССР.
В 1948 году защитила кандидатскую диссертацию.
В 1943—1985 годах — аспирант, сотрудник, консультант Института географии АН СССР.
В 1979 году защитила докторскую диссертацию на тему «География научных исследований: анализ взаимосвязей размещения науки с территориальной структурой хозяйства и расселением (на примере США)».
Руководитель авторского коллектива и ключевой автор монументального трехтомного географического описания районов США.
Скончалась в 1990[когда?] в Москве.

## Семья
- Муж — В. М. Фридланд — советский географ-почвовед, доктор географических наук.